# Godlewo-Baćki
Godlewo-Baćki – wieś sołecka w Polsce położona w województwie mazowieckim, w powiecie ostrowskim, w gminie Boguty-Pianki.
Wierni Kościoła rzymskokatolickiego należą do parafii św. Apostołów Piotra i Pawła w Czyżewie.

## Historia
Wieś założona prawdopodobnie przez potomków rodu herbu Gozdawa.
W I Rzeczypospolitej miejscowość należała do ziemi nurskiej. Tworzyła tzw. okolicę szlachecką Godlewo.
W roku 1827 we wsi 12 domów i 35 mieszkańców.
Pod koniec wieku XIX: Godlewo baczki lub Godlewo baćki. Miejscowość drobnoszlachecka w powiecie ostrowskim, gmina Kamieńczyk Wielki, parafia Czyżew. Liczyła 15 domów i 110 mieszkańców.
W latach 1921–1931 wieś leżała w województwie białostockim, w powiecie ostrołęckim, w gminie Boguty.
Według Powszechnego Spisu Ludności z 1921 roku wieś zamieszkiwało 98 osób, 87 było wyznania rzymskokatolickiego a 11 mojżeszowego. Jednocześnie 87 mieszkańców zadeklarowało polską przynależność narodową a 11 żydowską. Było tu 17 budynków mieszkalnych. Miejscowość należała do parafii rzymskokatolickiej w m. Boguty-Pianki. Podlegała pod Sąd Grodzki w Czyżewie i Okręgowy w Łomży; właściwy urząd pocztowy mieścił się w Czyżewie.
W wyniku napaści ZSRR na Polskę we wrześniu 1939 miejscowość znalazła się pod okupacją sowiecką. Od czerwca 1941 roku pod okupacją niemiecką. Od 22 lipca 1941 do 1945 włączona w skład Landkreis Lomscha, Bezirk Bialystok III Rzeszy.
W latach 1975–1998 miejscowość administracyjnie należała do województwa łomżyńskiego.